# Gerhard Zwerenz
Gerhard Zwerenz (Gablenz, 3 giugno 1925 – Schmitten im Taunus, 13 luglio 2015) è stato uno scrittore e poeta tedesco.

## Biografia
Durante la seconda guerra mondiale ha disertato e si è consegnato all'esercito sovietico. Nel dopoguerra è andato a vivere in Germania Est.
Una serie di scritti polemici, in particolare in relazione alla rivoluzione ungherese del 1956, hanno portato nel 1957 alla sua espulsione dal Partito Socialista Unificato di Germania e, di fronte al pericolo di un arresto, alla sua fuga a Berlino Ovest.
È stato autore di saggi, poesie, racconti, di una biografia di Kurt Tucholsky e di oltre cento romanzi. Il suo lavoro più noto è il romanzo Die Ehe der Maria Braun, adattato da Rainer Werner Fassbinder nel film Il matrimonio di Maria Braun.